# زبابة الفيل رمادية الوجه
زبابة الفيل رمادية الوجه (الاسم العلمي: Rhynchocyon udzungwensis) (بالإنجليزية: Grey-faced sengi)‏ هي نوع من الثدييات تتبع جنس زبابة الفيل المنقارية من فصيلة زبابات الفيل.